# Bengt Johnsson
Bengt Johnsson, né le 17 juillet 1921, à Frederiksberg (Copenhague) et mort le 13 septembre 2013, dans la même ville, est un musicologue, pianiste, claveciniste, organiste et professeur de musique classique danois.

## Biographie
Bengt Johnsson naît le 17 juillet 1921 à Frederiksberg, près de Copenhague, dans une famille  s'intéressant à la musique. Bengt Johnsson n'a commencé à suivre une formation musicale approfondie qu'une fois adulte, après avoir obtenu son diplôme du secondaire supérieur de la mer Baltique en 1940. Il étudie le piano avec Georg Vasarhelyi, Alexander Stoffregen et à Wiesbaden avec Walter Gieseking. Il prend également des cours de jeu d'orgue et de sujets de musique d'église à Finn Viderø, Johannes Viggo Pedersen et Jens Peter Larsen. Bengt Johnsson obtient un diplôme en éducation musicale en 1942 et un diplôme d'organiste en 1945. Pendant la même période, il étudie la musicologie à l'université de Copenhague, où il devient maître de conférences en 1947. Il fait ses débuts au piano en 1944 et pendant les années suivantes, il donne de nombreux concerts au Danemark, le reste de la Scandinavie, plusieurs endroits en Europe et aux États-Unis.
Bengt Johnsson est également enseignant de piano dans plusieurs conservatoires : le Funen Music Conservatory de 1946 à 1949, le Emdrupborg State Seminar de 1949 à 1965, le Malmö Music Conservatory de l'université de Lund de 1963 à 1965, et professeur de piano au Judeo Music Conservatory de 1965 à 1991.
Il est organiste et chef de chœur au Danish Radio Goddess Services de 1949 à 1970 et organiste à la Vigerslev Kirke (København) (da) de 1951 à 1963. En tant que pianiste de concert, Bengt Johnsson a montré dans son répertoire une audace personnelle, initialement en tant que champion d'une réévaluation de Franz Liszt, plus tard en mettant l'accent sur les œuvres contemporaines avancées, notamment sur les compositeurs danois contemporains, dont il peut représenter plus de 100 premières performances et premières performances au Danemark.
En tant que musicologue il a écrit de nombreux ouvrages ainsi qu'un certain nombre d'articles dans des revues et encyclopédies nationales et étrangères, à la Soloist Association of 1921 et au State Art Fund 1974-81. Il a donné des conférences à l'étranger et, en 1966, il est devenu membre honoraire de l'Arbéitskreis für Schulmusik und allgemeine Musikpädagogik en Allemagne de l'Ouest. Bengt Johnsson a effectué des enregistrements, en particulier  de musique danoise, mais également classique ; il a reçu le prix de l'Association des compositeurs danois en 1971 et la médaille de l'Académie Sibelius en 1976.

## Ouvrages
Dans son écriture, Bengt Johnsson a montré sa polyvalence, avec des ouvrages comme Chopins klavermusik, 1949, Musikkens stilarter, 1950, Den danske skolemusiks historie indtil 1739, 1973, Research on Roman keyboard music in the Vatican library, 1979 et Ein unbekannter Klaviermeister M. Blasco de Nebra, 1985 ; il a également publié et commenté Hans Mikkelsen Ravn (Corvinus) : Heptachordum danicum I-11, 1977, édité des chorales d'orgue par des compositeurs danois contemporains, 1957 et avec Kjell Bækkelund (en) Scandinavian Aspect, 1973, ainsi qu'une sélection de sonates de Domenico Scarlatti chez Henle (1985).